# Kingsbury (del av en befolkad plats)
Kingsbury är en del av en befolkad plats i Australien. Den ligger i kommunen Darebin och delstaten Victoria, omkring 13 kilometer nordost om delstatshuvudstaden Melbourne. Antalet invånare är 3 362.
Runt Kingsbury är det mycket tätbefolkat, med 2 103 invånare per kvadratkilometer.. Närmaste större samhälle är Melbourne, omkring 13 kilometer sydväst om Kingsbury. 
Runt Kingsbury är det i huvudsak tätbebyggt. Genomsnittlig årsnederbörd är 1 244 millimeter. Den regnigaste månaden är juli, med i genomsnitt 140 mm nederbörd, och den torraste är januari, med 49 mm nederbörd.